# Grzegorz Kwiatkowski
Grzegorz Kwiatkowski (1984. –) lengyel költő, zenész

## Életpályája
1984-ben született, jelenleg Gdańskban él. Költő, zenész. Négy verseskötete jelent meg eddig „Przeprawa” (2008), „Eine Kleine Todesmusik” (2009), „Osłabić” (2010) és a „Radości” (2013), illetve egy kétnyelvű (angol-lengyel), „Should Not been born” (2011). A Trupa Trupa együttes tagja. 2011-ben a Slpeldor Gedanensis, 2012-ben a Gazeta Wyborcza díját, ugyanebben az évben pedig a lengyel Kulturális Minisztérium ösztöndíját is elnyerte. Verseit eddig angol, német és magyar nyelvre fordították le.

## Munkássága
Költészetét a hiperrealizmus jellemzi,  rövid és tömör versei a halál előtti pillanatokat örökítik meg. Első köteteit (Przeprawa, Eine Kleine Todesmusik, Osłabić) egy kétnyelvű (angol-lengyel) verses trilógiában jelentette meg újra, They Should Not Have Been Born címmel, Marek Kazmierski fordításában. 2013-ban megjelent Radości című könyvét pedig németül Bernhard Hartmann fordításában lehet olvasni.

### Magyarul
Magyarul Nagypál István fordításában olvashatóak versei.

### Kötetei
- 2008 Przeprawa, Zeszyty Poetyckie, Gniezno,
- 2009 Eine Kleine Todesmusik, Mamiko, Nowa Ruda,
- 2010 Osłabić, Mamiko, Nowa Ruda,
- 2011 Powinni się nie urodzić/Should not have been born, OFF Press, Nagy-Britannia
- 2013 Radości, Biuro Literackie, Wrocław

### Díjak
- 2009 Gdańska Város díja, Młodych Twórcówért[3]
- 2011 Splendor Gedanensis díj [4]
- 2011 Artystycznej Gdańskiego Towarzystwa Przyjaciół Sztuki [5]
- 2012 Sztorm Roku díj[6]

### Ösztöndíjak
- 2009 Fundacji Grazella ösztöndíja [7]
- 2010 Gdańska Város ösztöndíja[8]
- 2011 Marszałka Województwa Pomorskiego ösztöndíj[9]
- 2012 lengyel Kultúráért felelős Minisztérium ösztöndíja
- 2013 "Młoda Polska" ösztöndíj program[10]